# Жорнава
Жорна́ва — село в Україні, у Закарпатській області, Великоберезнянському районі. Займає площу 48,276 км². Населення — 601 чол. Орган місцевого самоврядування — Загорбська сільська рада.

## Географія
Село Жорнава розташоване на річці Уж, у яку впадає струмок Воротечний. Через село проходить залізнична лінія Самбір — Чоп, на якій розташована станція Жорнава.

## Історія
Перші згадки у 1602 році. Невелика базилічна мурована церква з вежею на західному фасаді — перша в селі. Церква Різдва пр. Богородиці. побудова 1992 року. Організатором спорудження, головним виконавцем робіт і навіть різьбярем став голова громади Михайло Іваниця. Перші прохання про дозвіл на будівництво були відіслані в Москву ще за СРСР, у 1985 p., а дозвіл отримали аж 1988 році. Будівництво здійснювалося тривалий час поки завзятий Михайло Іваниця добився дозволу на місцевому рівні. Жорнавський лісокомбінат виділив місце для будівництва і постійно сприяв роботі. Всі кошти зібрали серед вірників. Інженер автоколони Сергій Янковський допоміг з транспортом. Будівництво вели власними силами, лише для мурування стін запрошували бригаду. Верх клали Михайло Богдан, Дмитро Брилинський та Іван Шанта, очолювані Михайлом Іваницею. Будівельні роботи завершено 1992 року.
Михайло Іваниця власними силами впорядкував храм усередині — сам зробив престол, кивот та іконостас, ікони до якого намалювали Василь Дуб та Василь Кешкентій. Михайло Іваниця мріяв про українську церкву з рідною мовою богослужіння, закупив церковні книги українською мовою, але не досяг підпорядкування церкви Київському патріархату або автокефальній церкві. У червні 1995 року єпископ Євфимій освятив храм.

## Населення
Згідно з переписом УРСР 1989 року чисельність наявного населення села становила 656 осіб, з яких 321 чоловік та 335 жінок.
За переписом населення України 2001 року в селі мешкали 602 особи.

### Мова
Розподіл населення за рідною мовою за даними перепису 2001 року:
| Мова       | Кількість | Відсоток |
| ---------- | --------- | -------- |
| українська | 593       | 98.67%   |
| російська  | 7         | 1.16%    |
| білоруська | 1         | 0.17%    |
| Усього     | 601       | 100%     |

## Туристичні місця
- Бункер лінії Арпада.

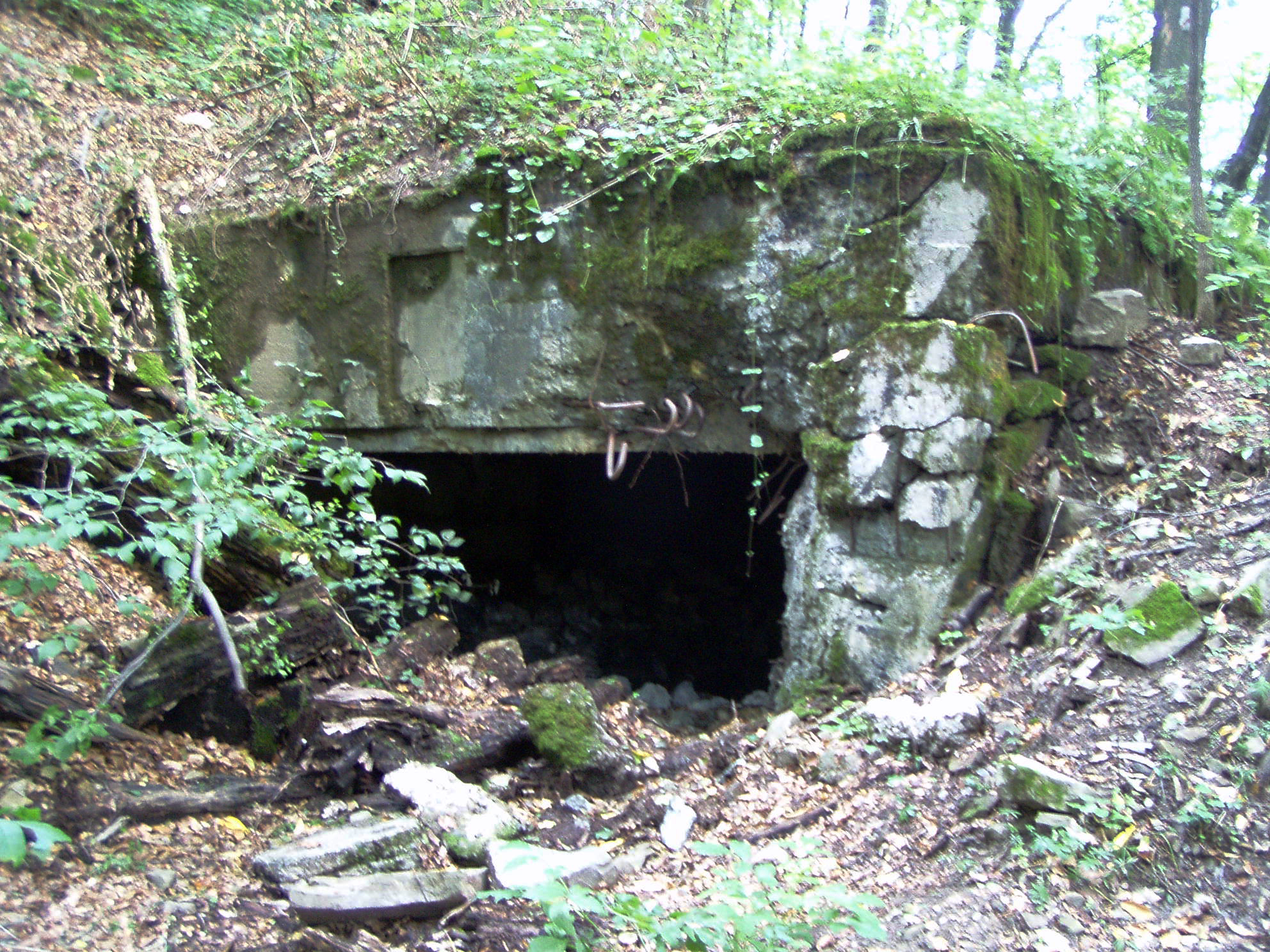
Бункер лінії Арпада біля Жорнави

- Закарпатський Барбізон. За часів Чехословацької республіки, засновники закарпатської школи живопису, художники Йосип Бокшай та Адальберт Ерделі, обрали район для своїх робіт. Центром їх, стало мальовниче гірське село Жорнава. Село ще відоме, як закарпатський Барбізон (назва французького села, у якому жили і працювали художники Руссо, Коро, Мільє). З того часу захоплюючі пейзажі навколо Жорнави увійшли в історію, адже саме вони відображені пензлем великих майстрів. на їх величних полотнах.
- Ботанічний заказник місцевого значення «Голаня» — розташований неподалік від села. Статус надано з метою збереження частини лісового масиву з буковими насадженнями. У домішці — ялиця біла, явір, ясен. Вік дерев 70—120 років. Трапляється цінна форма явора «пташине око». У трав'яному покриві — лунарія оживаюча і скополія карніолійська, види, занесені до Червоної книги України.
- -храм храм Різдва пр. Богородиці